# Hazyview
Hazyview est une petite ville agricole située dans la province du Mpumalanga en Afrique du Sud. Proche du parc national Kruger, le nom de la ville vient de la brume miroitante qui se produit pendant les plus grandes chaleurs de l'été. La plupart des réserves privées de chasse de Mpumalanga se trouvent juste à l'est de Hazyview.